# Gerald Wilkins
Gerald Bernard Wilkins (Atlanta, Georgia, 9 de noviembre de 1963) es un exjugador de baloncesto estadounidense que jugó durante 13 temporadas en la NBA. Con 1,98 metros de altura, jugaba de escolta. Es el hermano pequeño de la estrella de los Atlanta Hawks Dominique Wilkins, y el padre del también jugador de baloncesto Damien Wilkins.

## Trayectoria deportiva

### Universidad
Gerald jugó durante 3 temporadas con los Mocs de la Universidad de Tennessee en Chattanooga, en los cuales promedió 17 puntos y 4,1 rebotes por partido.

### Profesional
Fue elegido en el puesto 23 y último de la segunda ronda del Draft de la NBA de 1985 (puesto 47 total) por los New York Knicks. Comenzó jugando de titular, aportando puntos al equipo y una excelente defensa, pero tras la llegada del base John Starks y del escolta Xavier McDaniel al equipo, su rol cambió, saliendo desde el banquillo, pero manteniendo sus buenos promedios de anotación, con una media de 15 puntos por partido.
En 1992 se convirtió en agente libre, fichando por los Cleveland Cavaliers donde coincidiría con Mark Price, Larry Nance y Brad Daugherty. Los Cavaliers esperaban que Wilkins fuera la pieza que les faltaba, un hombre capaz de frenar a Michael Jordan en los Chicago Bulls, el escollo con los que siempre se encontraban los Cavs en su camino hacia la final. Pero en las semifinales de la Conferencia Este de 1993 se mostró incapaz de parar a un enorme Jordan. Permaneció en Cleveland dos temporadas más, pero perdiéndose la última entera debido a las lesiones.
En la temporada 1995-96 fue elegido por Vancouver Grizzlies en el draft de expansión, siendo una temporada para olvidar, pudiendo jugar apenas 28 partidos. Al año siguiente fue fichado por Orlando Magic, realizando una gran campaña como sexto hombre. Estuvo dos temporadas más, sus últimas como profesional, y fue precisamente en su campaña final cuando pudo coincidir en el mismo equipo con su hermano Dominique, ambos ya en el ocaso de sus carreras.
En sus 13 temporadas como profesional promedió 13 puntos, 3 asistencias y 2,9 rebotes por partido.

## Curiosidades
- Participó, al igual que su hermano, en dos ocasiones en el Concurso de Mates del All-Star Weekend, en 1986 y 1987.
- Llevaba el número 21, igual que su hermano Dominique, e igual que su hijo Damien Wilkins.